# Wolfgang Wahlster

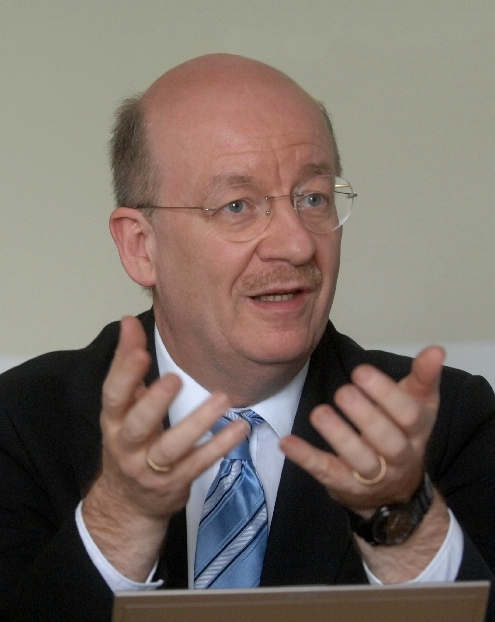
Wolfgang Wahlster (2012)

Wolfgang Wahlster (* 2. Februar 1953 in Saarbrücken) ist ein deutscher Informatiker und Hochschullehrer. Wahlster war zwischen 1982 und Dezember 2018 Inhaber eines Lehrstuhls für Informatik an der Universität des Saarlandes sowie von 1997 bis zum Januar 2019 Direktor und CEO des 1988 gegründeten Deutschen Forschungszentrums für Künstliche Intelligenz (DFKI).

## Leben und Karriere
Wolfgang Wahlster legte 1972 am Delmenhorster Max-Planck-Gymnasium das Abitur ab. Das von der Studienstiftung des deutschen Volkes geförderte Studium der Informatik und Theoretischen Linguistik an der Universität Hamburg schloss er im Jahr 1977 mit dem Diplom in Informatik ab. 1981 wurde Wahlster bei Wilfried Brauer mit der als summa cum laude bewerteten Arbeit „Theorie, Entwurf und Implementation einer Erklärungskomponente für approximative Inferenzprozesse in natürlichsprachlichen Dialogsystemen“ zum Dr. rer. nat. promoviert.
Seit 1978 war Wahlster wissenschaftlicher Mitarbeiter und Leiter von Forschungsprojekten zu Sprachdialogsystem in der Hamburger Arbeitsgruppe von Walther von Hahn. 1982 nahm der gebürtige Saarbrücker den Ruf auf eine C3-Professur für Informatik an der Universität des Saarlandes an, die nach der Ablehnung zweier Rufe an die TU Karlsruhe und die Universität Hamburg 1984 zu einer C4-Professur aufgewertet wurde. Wahlster war zwischen 1985 und seiner Emeritierung Inhaber einer W3-Professur für Informatik mit Lehrstuhl für Künstliche Intelligenz an der Universität des Saarlandes.
Einer seiner Schwerpunkte sind Kognitive Assistenzsysteme. Neben seiner Lehr- und Forschungstätigkeit war er Vorsitzender der Geschäftsführung und technisch-wissenschaftlicher Leiter des Deutschen Forschungszentrums für Künstliche Intelligenz GmbH (DFKI).
Wahlster ist seit 2003 Mitglied in der Königlich Schwedischen Akademie der Wissenschaften (Kungliga Vetenskapsakademien), welche unter anderem das Komitee zur Vergabe der Nobelpreise für Physik und Chemie stellt. Außerdem ist er Mitglied der Deutschen Akademie für Technikwissenschaften (acatech). Von 2017 bis 2018 war er Präsident der Gesellschaft Deutscher Naturforscher und Ärzte (GDNÄ).
Gemeinsam mit Henning Kagermann und Wolf-Dieter Lukas hat er das Zukunftsprojekt „Industrie 4.0“ konzipiert und am 1. April 2011 erstmals in den VDI-Nachrichten veröffentlicht.
Von 2018 bis 2019 war Wahlster Mitglied der von der Bundesregierung eingesetzten 16-köpfigen Datenethikkommission.
Zum Ende des Jahres 2018 wurde Wahlster als Professor an der Universität des Saarlandes emeritiert. Am 1. Februar 2019 trat Jana Koehler, eine Doktorandin Wahlsters, die Nachfolge Wahlsters sowohl für dessen Lehrstuhl für Künstliche Intelligenz an der Universität des Saarlandes als auch die Leitung des Deutschen Forschungszentrums für Künstliche Intelligenz (DFKI) an. Wahlster bleibt weiterhin Chefberater am DFKI.
Im Februar 2019 wurde er erstmals als einer von insgesamt nur 21 Naturwissenschaftlern in die Rangliste der 500 wichtigsten Intellektuellen Deutschlands aufgenommen, die vom Magazin Cicero publiziert wird. Im Mai 2019 wurde er von der Gesellschaft für Informatik als einer von 10 prägenden Köpfen der deutschen KI-Geschichte geehrt.
Wahlster ist verheiratet, hat zwei Kinder und zwei Enkel.

## Auszeichnungen und Ehrungen (Auswahl)

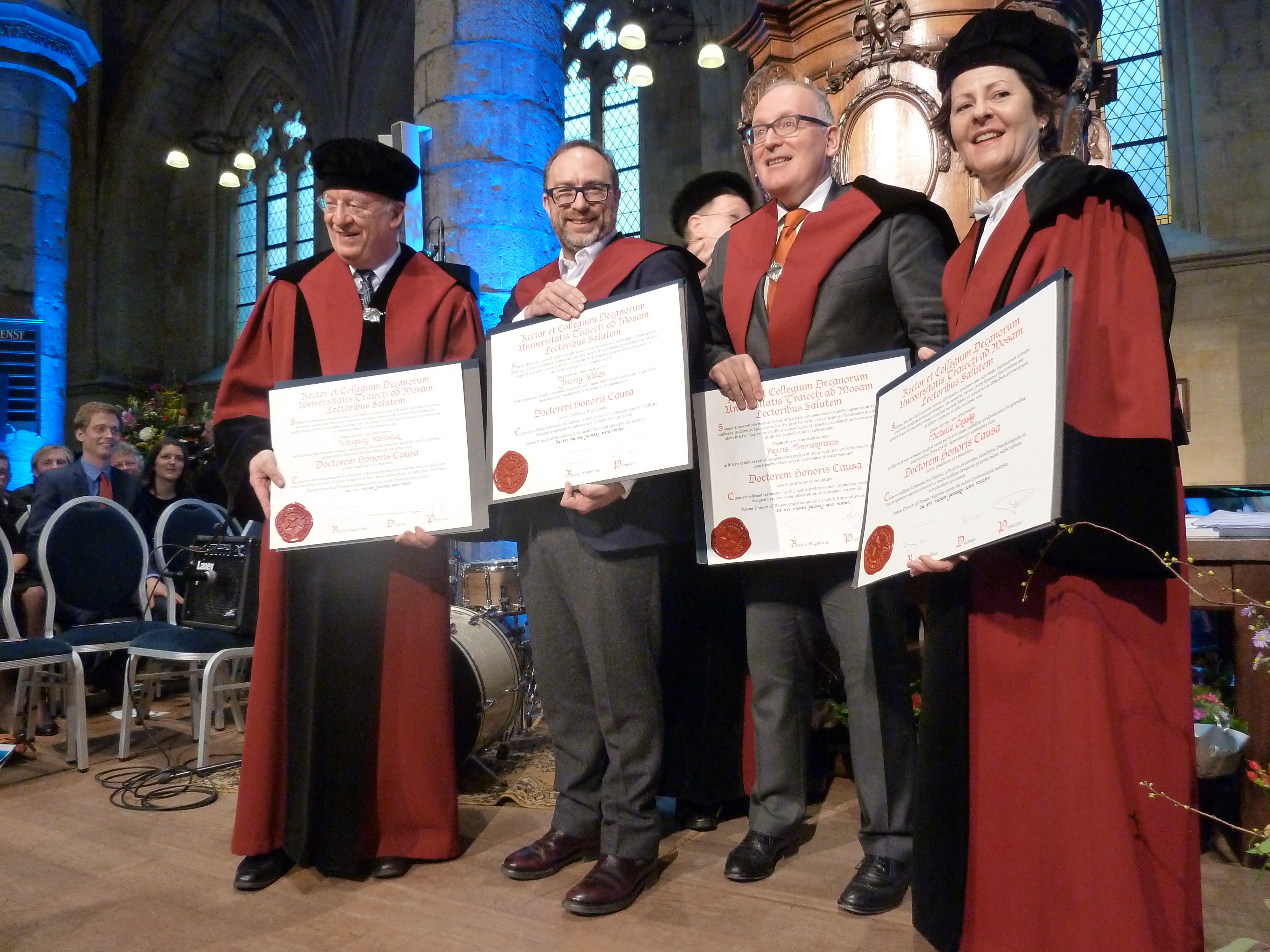
Wolfgang Wahlster (links) bei der Verleihung der Ehrendoktorwürde der Universität Maastricht (2015), neben ihm Jimmy Wales, Frans Timmermans und Michelle Craske (v. l. n. r.)

- 2002: Mitglied der Akademie der Wissenschaften und der Literatur[10]
- 2004: Mitglied Leopoldina[11]
- 2006: Bundesverdienstkreuz 1. Klasse des Verdienstordens der Bundesrepublik Deutschland
- 2017: Saarländischer Verdienstorden[12]
- 2018: Verleihung der Ehrenbürgerwürde der Stadt Saarbrücken[13]
- 2019: Ehrung durch die Gesellschaft für Informatik als einer von 10 prägenden Köpfen der deutschen KI-Forschung[14]
- 2019: Ehrenmedaille des Czech Institute of Informatics, Robotics and Cybernetics (CIIRC) der Tschechischen Technischen Universität Prag (CTU)[15]
- 2019: Verleihung des Großen Bundesverdienstkreuzes des Verdienstordens der Bundesrepublik Deutschland[16]
- 2021: Aufnahme als auswärtiges Mitglied in die Tschechische Akademie der Technikwissenschaften (EACR)[17]
- 2023: Aufnahme in die Hall of Fame der deutschen Forschung
- 2025: Rudolf-Diesel-Medaille in der Kategorie „Beste Innovationsförderung“[18]

Ehrendoktorwürden
- 1998 (6. Juni): Ehrendoktorwürde der Universität Linköping[19]
- 2001 (8. November): Ehrendoktorwürde der Technischen Universität Darmstadt[20]
- 2015 (15. Januar): Ehrendoktorwürde der Universität Maastricht[21]
- 2020 (21. Januar): Ehrendoktorwürde der Tschechische Technische Universität Prag[22]
- 2022 (14. März): Ehrendoktorwürde der Carl von Ossietzky Universität Oldenburg[23]

### Auswahl wichtiger Ämter
- 1991–1993: Präsident des Weltverbandes für Künstliche Intelligenz, IJCAII, Palo Alto, USA
- 1996–2000: Präsident der Europäischen Vereinigung für Künstliche Intelligenz, ECCAI, Brüssel
- 2000: Präsident des Weltverbandes für Computerlinguistik ACL (Association for Computational Linguistics), New York, USA
- 2007: Vorsitzender der Jury für den European ICT Prize der EU
- 2007–2014: Vorstandsrat für Mathematik/Informatik in der Gesellschaft Deutscher Naturforscher und Ärzte (GDNÄ)
- 2017–2018: Präsident der Gesellschaft Deutscher Naturforscher und Ärzte e. V. (GDNÄ)
- 2022–2025: Vorsitzender des Präsidiums, Präsident des AI GRID

## Veröffentlichungen (Auswahl)
- W. v. Hahn, W. Hoeppner, A. Jameson, W. Wahlster: The Anatomy of the Natural Language Dialogue System HAM-RPM. In: L. Bolc (Hrsg.): Natural Language Based Computer Systems. Hanser/ Macmillan, München 1980, ISBN 3-446-13059-4, S. 119–253.
- W. Wahlster: Natürlichsprachliche Systeme. Eine Einführung in die sprachorientierte KI-Forschung. In: W. Bibel, J. Siekmann (Hrsg.): Künstliche Intelligenz. Springer, Heidelberg 1982, ISBN 3-540-11974-4, S. 203–283.
- W. Wahlster, A. Kobsa: User Models in Dialog Systems. In: A. Kobsa, W. Wahlster (Hrsg.): User Models in Dialog Systems. Springer, Berlin 1989, ISBN 3-540-18380-9, S. 4–34.
- E. André, W. Finkler, W. Graf, T. Rist, A. Schauder, W. Wahlster: WIP: The Automatic Synthesis of Multimodal Presentations. In: Proc. of AAAI Workshop on Intelligent Multimedia Interfaces 1991. Anaheim, CA, USA, August 1991, S. 75–93.
- G. Herzog, A. Blocher, K.-P. Gapp, E. Stopp, W. Wahlster: VITRA: Verbalisierung visueller Information. In: Informatik-Forschung und Entwicklung. Vol. 11, Nr. 1, 1996, S. 12–19.
- M. Maybury, W. Wahlster (Hrsg.): Readings in Intelligent User Interfaces. Morgan Kaufmann, San Francisco 1998, ISBN 1-55860-444-8.
- W. Wahlster (Hrsg.): Verbmobil: Foundations of Speech-to-Speech Translation. Springer, Berlin/ Heidelberg/ New York/ Barcelona/ Hong Kong/ London/ Milan/ Paris/ Singapore/ Tokyo 2000, ISBN 3-540-67783-6.
- A. Ndiaye, P. Gebhard, M. Kipp, M. Klesen, M. Schneider, W. Wahlster: Ambient Intelligence in Edutainment: Tangible Interaction with Life-Like Exhibit Guides. In: M. Maybury, O. Stock, W. Wahlster (Hrsg.): Intelligent Technologies for Interactive Entertainment. Proceedings of the First International Conference. INTETAIN 2005, Madonna di Campiglio, Italy, November/December 2005. Series: Lecture Notes in Computer Science, Subseries: Lecture Notes in Artificial Intelligence, Vol. 3814, Springer, Berlin/ Heidelberg 2005, S. 104–113.
- W. Wahlster (Hrsg.): SmartKom: Foundations of Multimodal Dialogue Systems. (= Cognitive Technologies Series). Springer, Heidelberg, Germany 2006, ISBN 3-540-23732-1.
- W. Wahlster: Von Suchmaschinen zu Antwortmaschinen: Semantische Technologien und Benutzerpartizipation im Web 3.0. In: F. Mattern (Hrsg.): Mehr als Stichworte: Wie Arbeiten die Suchmaschinen von morgen? Acatech-Schriftenreihe, Berlin, München, 2007, ISBN 978-3-8167-7526-3.
- W. Wahlster, A. Kröner, M. Schneider, J. Baus: Sharing Memories of Smart Products and Their Consumers in Instrumented Environments. In: it – Information Technology. Band 50, Nr. 1, Oldenbourg 2008, S. 45–50.
- J.-C. Hourcade, R. Posch, Y. Neuvo, R. Saracco, W. Wahlster: Future Internet 2020. European Commission, Brussels 2009, ISBN 978-92-79-11320-8.
- T. Schwartz, Ch. Stahl, J. Baus, W. Wahlster: Seamless Resource-Adaptive Navigation. In: M. W. Crocker, J. Siekmann (Hrsg.): Resource-Adaptive Cognitive Processes. Springer, Heidelberg/ Berlin 2010, ISBN 978-3-540-89407-0, S. 239–265.
- W. Wahlster, M. Feld, P. Gebhard, D. Heckmann, R. Jung, M. Kruppa, M. Schmitz, L. Spassova, R. Wasinger: The Shopping Experience of Tomorrow: Human-Centered and Resource-Adaptive. In: M. W. Crocker, J. Siekmann (Hrsg.): Resource-Adaptive Cognitive Processes. Springer, Heidelberg/ Berlin 2010, ISBN 978-3-540-89407-0, S. 205–237.
- W. Wahlster (Hrsg.): SemProM: Foundations of Semantic Product Memories for the Internet of Things. Cognitive Technologies, Springer, Berlin 2013, ISBN 978-3-642-37376-3.
- W. Wahlster, H.-J. Grallert, S. Wess, H. Friedrich, Th. Widenka (Hrsg.): Towards the Internet of Services: The Theseus Research Program. Springer, Berlin/ Heidelberg/ New York 2014, ISBN 978-3-319-36127-7.
- W. Wahlster, Ch. Winterhalter (Hrsg.): Deutsche Normungsroadmap Künstliche Intelligenz. DIN/DKE, Berlin November 2020, 232 pp.
- H. Kagermann, W. Wahlster: Ten Years of Industrie 4.0. In: Sci. 4, 26, 2022, OCLC 9545655807, .
- W. Wahlster: Understanding Computational Dialogue Understanding. In: Philosophical Transactions of the Royal Society A, Mathematical, Physical and Engineering Sciences. Vol. 381, Nr. 20220049, 20 pages, The Royal Society Publishing, London 2023.

### Herausgabe wissenschaftlicher Zeitschriften und Buchreihen
- Herausgeber:
  - ACM Transactions on Interactive Intelligent Systems
  - Annals of Mathematics and Artificial Intelligence
  - Applied Artificial Intelligence
- Herausgeberbeirat:
  - Journal of Ambient Intelligence and Smart Environments
  - User Modeling and User-Adapted Interaction
  - Web Semantics
- Buchreihen:
  - Cognitive Technologies, Springer
  - DISKI – Dissertationen zur Künstlichen Intelligenz, IOS
  - LNAI, Lecture Notes in Artificial Intelligence, Springer